# 비라판
쿠스 무누사미 비라판 (1952년 1월 18일) – 2004년 10월 18일)은 인도의 밀렵꾼, 밀수업자, 국내 테러리스트 및 도둑으로 36년간 활동했으며 몸값을 요구하며 주요 정치인들을 납치했다. 그는 타밀 나두(Tamil Nadu), 카르나타카 (Karnataka), 케랄라( Kerala) 주의 관목지와 숲에서 백단향 을 밀수하고 사슴과 코끼리를 밀렵한 혐의로 기소되었다. 그는 약 184명을 살해한 혐의로 수배되었으며 그 중 절반은 경찰관과 산림 공무원이었다. 또한 2000마리 이상의 코끼리를 밀렵하고 미화 260만 달러 상당의 상아와 약 65억 달러 상당의 상아를 밀수한 혐의로 수배되었다. 약 2,200만 달러(₹143 crore) 상당의 백단향 톤.
비라판을 점령하기 위한 전투로 타밀나두(Tamil Nadu)와 카르나타카(Karnataka) 정부는 ₹100 crore 이상의 비용을 지불했다.

## 개인 생활
비라판은 1952년 현재 카르나타카에 있는 코임바토르 지구(마드라스 주) 콜레갈라의 고피나탐에 있는 타밀 가족에서 태어났다 1990년에 그는 무툴락스미 와 결혼했는데, 그는 그의 "악명과 콧수염" 때문에 그와 결혼한 것으로 알려졌다. 2004년 현재 그의 두 딸 비디야 라니(1990년생)와 프라바(1993년생)가 타밀나두에서 공부하고 있다.그는 비라판을 대신하여 공개적으로 사면을 구한 Pattali Makkal Katchi(타밀나두 출신 지역 정당) 정당의 지원을 즐겼다.

## 같이 보기
- 벨루필라이 프라바카란